# Pós-crânio
Em zoologia, pós-crânio ou postcranium se refere ao esqueleto completo ou parcial de um animal, com a exceção do crânio. Restos fósseis, por exemplo, de dinossauros ou tetrápodes extintos, composto por elementos esqueléticos, parciais ou isolados, são frequentemente denominados pós-cranianos.
O pós-crânio é composto por:
- esqueleto axial: coluna vertebral, costelas e estruturas relacionadas do pescoço, tronco e cauda.
- esqueleto apendicular: patas dianteiras e traseiras, e suas articulações.[2]